# Doryscelis calcarata
Doryscelis calcarata är en skalbaggsart som beskrevs av Johann Christoph Friedrich Klug 1832. Doryscelis calcarata ingår i släktet Doryscelis och familjen Cetoniidae. Inga underarter finns listade i Catalogue of Life.

## Bildgalleri

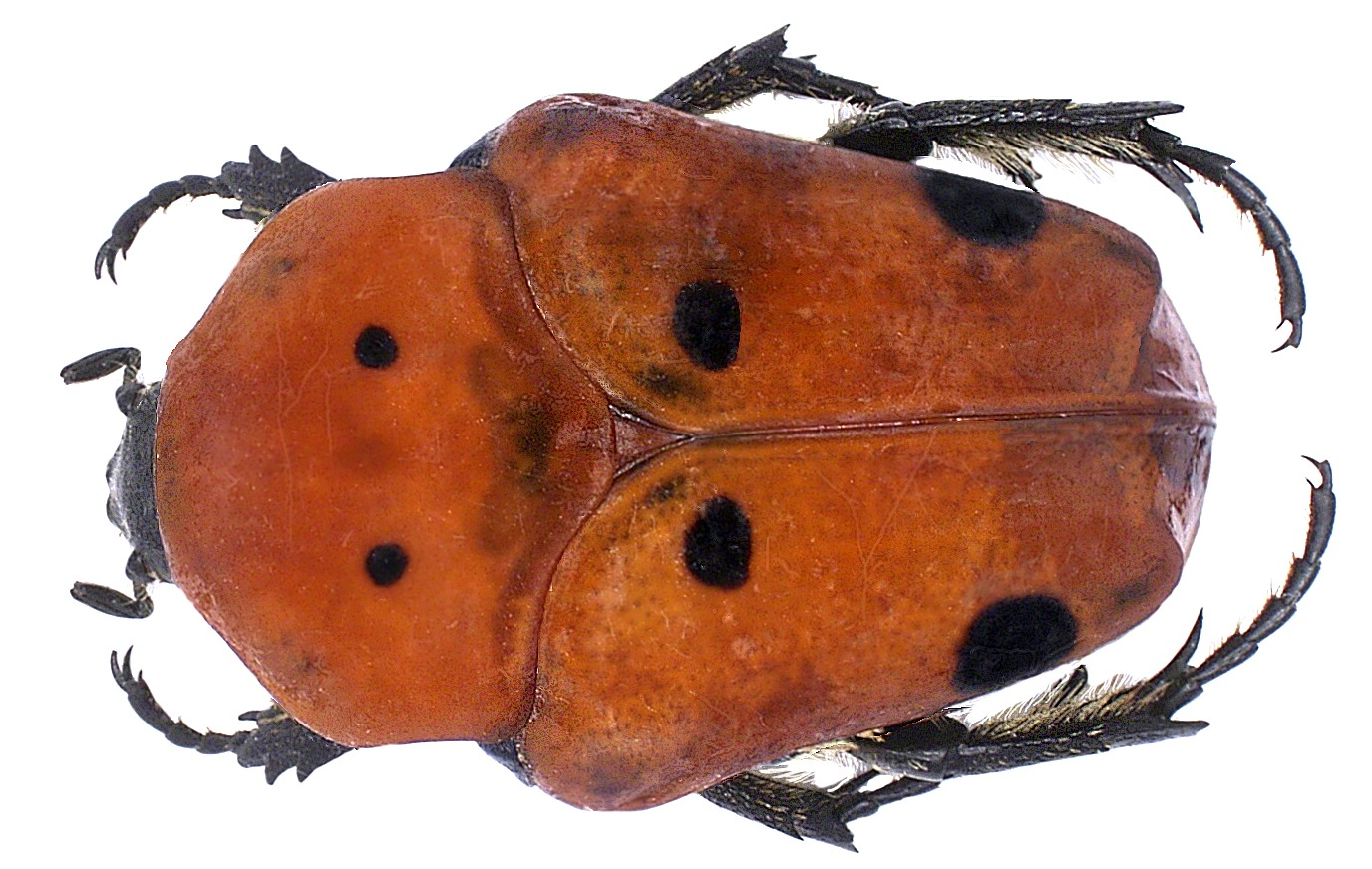